# ABC Paulista

Städte der Região do Grande ABC.

ABC Paulista, Große ABC-Region (portugiesisch Região do Grande ABC) oder ABCD ist eine brasilianische Industrieregion im Umland der Stadt São Paulo.
Die ABC Paulista ist keine eigene Gebietskörperschaft, aber Teil der Metropolregion São Paulo (Região Metropolitana de São Paulo) und setzt sich aus folgenden sieben Gemeinden der Metropolregion zusammen: Santo André (A), São Bernardo do Campo (B), São Caetano do Sul (C), Diadema (D), Mauá, Ribeirão Pires und Rio Grande da Serra. Insgesamt sind rund 2,7 Millionen Einwohner auf einer Fläche von 828 km² der Region zugehörig (Stand: 2015).
São Caetano do Sul ist mit ungefähr 20 km² die Gemeinde mit der geringsten flächenmäßigen Ausdehnung im ABC Paulista. São Bernardo do Campo hat die höchste offizielle Einwohnerzahl und die größte Fläche.
Die ABC Paulista ist historisch bekannt als Zentrum der brasilianischen Automobilindustrie. Hier finden sich diverse internationale Unternehmen, z. B. Daimler, Ford, Volkswagen und General Motors. In São Bernardo do Campo ist unter anderem auch Embraer, der viertgrößte Flugzeughersteller der Welt, beheimatet.
Durch die starke Präsenz der Metallindustrie in der ABC Paulista wurde die Region zur Wiege der Gewerkschaftsbewegung Brasiliens. In den 1980er Jahren war auch der Präsident der Republik Brasilien, Luiz Inácio Lula da Silva, leitender Gewerkschaftsfunktionär in der Region.
Die Planungskoordination für Wirtschaftsentwicklung, Verkehr, Versorgung, Umwelt und Bildung wird von einem im Dezember 1990 zivilrechtlich errichtetem Consórcio Intermunicipal Grande ABC übernommen. Hauptarbeitsgruppen sind Núcleo Infraestrutura Regional für regionale Infrastruktur, Núcleo Desenvolvimento Urbano e Gestão Ambiental für Stadtentwicklung und Umwelt, Núcleo Desenvolvimento Econômico Regional für regionale Wirtschaftsentwicklung und der Núcleo Inclusão Social e Direitos Humanos für soziale Eingliederung und Menschenrechte. Im Jahr 2000 wurde der erste Zehnjahresplan erstellt, 2010 ein zweiter für den Zeitraum 2011 bis 2020.
2005 wurde mit Hauptsitz in Santo André die Universidade Federal do ABC (UFABC), eine Bundesuniversität, gegründet.